# Blennerhasset and Kirkland
Blennerhasset and Kirkland var en civil parish som existerade mellan 1866 och 1934 (då det uppgick i Blennerhasset and Torpenhow), i grevskapet Cumbria i England. Detta parish låg 10 km från Wigton, och hade 330 invånare år 1931. Det inkluderade Blennerhasset och Kirkland Guards.